# Laversines
Laversines település Franciaországban, Oise megyében. Lakosainak száma 1133 fő (2022. január 1.). Laversines Bresles, Le Fay-Saint-Quentin, Fouquerolles, Nivillers, Rochy-Condé és Therdonne községekkel határos.

## Népesség
A település népességének változása:
| Lakosok száma | 1110 | 1134 | 1201 | 1168 | 1175 | 1175 | 1169 | 1151 | 1133 |
|               | 2013 | 2015 | 2016 | 2017 | 2018 | 2019 | 2020 | 2021 | 2022 |